# Sentier de grande randonnée R1
Le sentier de grande randonnée R1 (GR R1) se situe sur l'île de La Réunion, département d'outre-mer français dans le sud-ouest de l'océan Indien. L'un des trois sentiers de grande randonnée de ce territoire au relief escarpé, il le traverse en passant par les trois cirques naturels (Cirque de Cilaos, Cirque de Mafate et Cirque de Salazie) que l'on trouve dans les Hauts en formant une boucle d'une soixantaine de kilomètres qui ceinture le plus haut sommet, le piton des Neiges. Inauguré en 1979, il est régulièrement entretenu depuis malgré des montées et descentes parfois très rudes.